# F-1
F-1 е ракетен двигател, създаден от корпорацията „Rocketdyne“. Известен е с използването си в първата степен на ракетата Сатурн V, част от космическата програма Аполо.
Към 2010 г. F-1 продължава да е най-мощният еднокамерен ракетен двигател с течно гориво, създаван някога. (Двигателят RD-170 е малко по-мощен, но използва четири отделни горивни камери и сопла.)

## История
Създаден е от фирма „Rocketdyne“, за да покрие изискване на Военновъздушните сили на САЩ от 1955 г. за много голям ракетен двигател. Резултатът са два ракетни двигателя, E-1 и много по-големият F-1. Въпреки че преминава успешно статичните изпитания, E-1 е преценен като технологически „задънена улица“ и е изоставен в полза на по-големия и по-мощен F-1. Преди завършването на разработката Военновъздушните сили решават, че нямат нужда от толкова голям двигател и я прекратяват. Новосъздадената тогава НАСА обаче решава, че свръхмощен двигател може да е полезен и сключва договор с „Rocketdyne“ да го довършат.
Началните изпитания на отделни компоненти на F-1 са започнати още през 1957 г. Първият пълен полеви тест на цялостния двигател е извършен през март 1959 г.
През първите седем години на разработка изпитанията на двигателя показват сериозна нестабилност на горенето, която понякога води до катастрофални резултати. Отначало борбата с проблема е трудна, защото било непредсказуемо кога ще се появи. В крайна сметка инженерите създали метод за взривяване на неголеми експлозиви (наричани на жаргон „бомби“) в горивната камера по време на работа, за да могат да преценят как точно тя се държи при промени в налягането. Това им позволило да изпробват различни видове горивни инжектори и да подберат най-устойчивите на нестабилности. Проблемът е преодолян за периода от 1959 до 1961 г. В крайна сметка е постигнато толкова стабилно горене, че двигателят се самоуспокоявал за около десета от секундата, дори при изкуствено предизвикана нестабилност.

## Конструкция
Двигателят е най-мощният течногоривен двигател с единична камера, използван някога. RD-170 е малко по-мощен, но има четири горивни камери и четири сопла (захранвани от обща турбопомпа). Двигателят M-1 е проектиран да бъде по-мощен и е изпробван в наземни условия, но никога не е използван на практика.
F-1 използва като гориво RP-1 (керосин) и течен кислород като окислител. Пропелантите се подават чрез турбопомпа в горивната камера. Над двигателя е разположена затворена камера, която служи като колектор за подаване на течния кислород към инжекторите, и към която е свързан карданът, чрез който двигателят бива насочван. Под тази камера са инжекторите, които насочват горивото и окислителя към горивната камера така, че те да се смесят в нея. Горивото се подава към инжекторите чрез отделен колектор. Част от него първо минава през 178 тръби по стените на горивната камера и горната половина от соплото, за да го охлажда.
Турбината се задвижва от газгенератор. Върти две отделни помпи за гориво и окислител, които пълнят горивната камера. Има мощност 41 MW при 5500 оборота в минута. Горивната помпа прехвърля 58 564 литра RP-1 в минута, окислителната – 93 920 литра течен кислород в минута. Като комплекс турбопомпата работи в температурен диапазон от 816 °C (генераторният газ) до -184 °C (течният кислород). Охлаждането на турбопомпата и смазването на турбинните лагери се извършва от горивото.
Под горивната камера е удължителят на соплото, който е приблизително половината от дължината на двигателя. Той увеличава степента на разширяване от 1:10 на 1:16. Изгорелите газове от турбопомпата се подават в удължителя чрез голям, многоотворен колектор, така че образуват слой по вътрешната му страна. Тяхната сравнително ниска температура предпазва удължителя от изгорелите газове от двигателя (които са с температура 3200 °C).
Двигателят консумира 788 kg RP-1 и 1789 kg течен кислород в секунда, и генерира тласък от 6700 kN – повече от трите двигателя на космическата совалка заедно. За двете и половина минути, през които работят, петте двигателя F-1 издигат Сатурн V на височина 68 km, и ѝ придават скорост 9920 km/h. Всеки от тях е по-мощен от трите основни двигателя на космическата совалка, взети заедно.

### Спецификации
- Мощност: 6670 kN (Аполо 9 и последващи – 6770 kN)
- Време на работа: 150 s (Аполо 9 и последващи – 165 s)
- Специфичен импулс: 260 сек. (Аполо 9 и последващи – 263 s)
- Камерно налягане: 70 бара
- Тегло на двигателя (празен): 8353 kg (Аполо 9 и последващи – 8391 kg)
- Тегло на двигателя (работно): 9115 kg (Аполо 9 и последващи – 9153 kg)
- Височина: 5,79 m
- Диаметър на соплото: 3,76 m
- Степен на разширяване: 16:1
- Пропеланти: течен кислород и RP-1 (керосин)
- Съотношение на пропелантите: 2,27:1 окислител към гориво
- Разработчик: Rocketdyne
- Използвано в: Сатурн V / първа степен S-IC (пет двигателя)

## Подобрения по време на програмата Аполо
Мощността и ефективността на двигателя са подобрявани между полетите на Аполо-8 и Аполо-17, за да може Сатурн V да вдигне по-тежките по-късни мисии от програмата. Между различните мисии има разлики в средната мощност на двигателите; малки разлики в ефективността има дори между двигатели от една и съща мисия. За мисията на Аполо-15 например, данните за F-1 са:
- Мощност: 6909 kN
- Време на горене: 159 s
- Специфичен импулс: 264,72 s
- Съотношение на пропелантите: 2,2674:1 окислител към гориво
- S-IC обща мощност (на морското ниво): 34 550 kN

(Измерванията и сравняванията на мощността на ракетни двигатели са сложни и често нееднозначни. Точните изчисления показват за Аполо-15 развита стартова мощност от 34 800 kN, което дава средна мощност на F-1 от 6962 kN – значително повече от посочената по-горе.)

## Подобрения след програмата Аполо
През 1960-те Rocketdyne усъвършенстват допълнително F-1 и достигат до спецификация за нов двигател, известен като F-1A. Външно той прилича на F-1, но е едновременно по-лек и с 33% по-мощен. Планирало се е да бъде използван на Сатурн V в мисии след програмата Аполо. Производството на Сатурн V обаче приключва с програмата Аполо, и двигател F-1A никога не е летял реално.
Предлагано е осем двигателя F-1 да бъдат използвани в първата степен на ракетата Nova. От 1970 г. насам са изготвяни най-различни планове за създаване на еднократни ускорителни степени, базирани на F-1, но нито един не е преминал стадия на първоначалното проучване.